# 嘉士伯海岭

嘉士伯海岭

嘉士伯海岭（Carlsberg Ridge）是位于印度洋西南的海床的一种发散的构造板块边界。它是印度洋中洋脊的北面一部分，处于非洲板块和印度-澳洲板块之间。
嘉士伯海岭在南印度洋罗德里格斯三联点至欧文三联点之间。
海岭的名字由嘉士伯啤酒公司命名，由于发现此海岭的探测队是由其公司资助。